# Vassili Chvetsov
Vassili  Ivanovitch Chvetsov (en russe : Василий Иванович Швецов) (12 mars 1898 - 1er octobre 1958) était un officier supérieur soviétique.

## Biographie
Il est né le 12 mars 1898 dans le village de Lykovskaya dans le gouvernement de Novgorod. Il rejoint l'armée rouge en 1919 et participe à la guerre civile russe. En 1921, il est diplômé de l'école technique militaire de Petrograd. En 1923, il est diplômé de l'École militaire supérieur de l'éducation à Leningrad et sert comme professeur de tactique d'infanterie première. En septembre 1926, il étudie à l'Académie militaire Frounze et est diplômé en 1929. En 1931, il est nommé professeur de tactique. En juillet 1935, il devient commissaire militaire.
Durant la Seconde Guerre mondiale, le 11 décembre 1941, il commande la 29e armée (Union soviétique) sur le Front de Kalinine. Le 16 décembre 1941, deux divisions de la 29e armée il libère la ville de Tver. En janvier 1942, il dirige les opérations militaires durant la bataille de Rjev. Son armée brise les défenses allemandes à une profondeur de 30 km et elle arrive à la Volga. En septembre 1942, il commande la 3e armée de choc. Il est blessé le 15 février et, jusqu'au 4 mai 1943, il est hospitalisé. En mai 1943, il commande la 4e armée de choc.
De février à avril 1944, le commandant de la 23e armée (Union soviétique). En juillet 1944, il commande la 23e armée (Union soviétique) sur le front de Leningrad et participe à l'offensive Vyborg–Petrozavodsk contre l'armée finlandaise. En juillet 1944, elle participe à la bataille de Tali-Ihantala.
Après la guerre, il commande la 23e armée dans le district militaire de Léningrad. En 1948, il a été nommé commandant de la 25e armée (Union soviétique) dans le district militaire de Primorsky. En mai 1953, il commande la 39e armée dans le district militaire d'Extrême-Orient. Le 31 mai 1954, il est nommé colonel-général. En septembre 1955 il commande le district militaire de la région des pays baltes.